# Marie Parent
Marie Parent (Bruxelas, 1853 – 1934) foi uma editora, ativista do movimento da temperança, sufragista e feminista belga. Ela fundou a Aliança Feminina Contra o Abuso de Álcool em 1905 e a Liga Belga das Mulheres Racionalistas em 1920. Por mais de vinte anos ela foi chefe e editora do Journal des Mères, pelo qual recebeu o prêmio Adelson Castiau da Royal Academy of Belgium e uma medalha de ouro na Exposição Universal de 1910 em Bruxelas.

## Biografia
Parent nasceu em 20 de dezembro de 1853 em Bruxelas e era a sétima e última filha de Jean-Jacques Florimond Parent, um editor, e Marie de Vogelsang, que passou a cuidar dos negócios do marido após sua morte.
Marie Parent administrou uma pensão perto do Lago Genval junto com uma de suas irmãs antes de começar a carreira de editora em 1889, com a publicação La petite revue belge, destinada a jovens leitores. No ano seguinte, Parent passou a dedicar-se ao ativismo do movimento da temperança e publicou um panfleto com o título Le rôle de la femme dans la lutte contre l'alcoolisme (O papel da mulher na luta contra o alcoolismo), aconselhando mulheres da classe trabalhadora sobre seus direitos quando confrontadas com a violência de seus maridos. Em 1899 ela tornou-se uma das principais figuras da União das Mulheres Belgas Contra o Alcoolismo, que levou à abertura de cafés e restaurantes sem bebidas alcoólicas. Acreditando que seria mais fácil trabalhar pelo consumo moderado do que pela abstinência, em 1905 ela fundou a Aliança Feminina Contra o Abuso de Álcool.
Parent era geralmente mais ativa no movimento feminino, juntando-se à Liga Belga pelos Direitos das Mulheres no ano da sua fundação, em 1892. Em 1897 ela foi uma das organizadoras do Congresso Feminista Internacional de Bruxelas, liderando várias reuniões. Em 1905, após a fundação do Conselho Nacional das Mulheres Belgas, ela liderou a seção de higiene. Após a aposentadoria de Marie Popelin em 1912, ela tornou-se presidente da Liga Belga pelos Direitos das Mulheres.
Ao lado de outras organizações femininas, em 1914 ela participou da União Patriótica das Mulheres Belgas, pedindo sufrágio universal. Parent foi uma das delegadas na Conferência Interaliada das Mulheres realizada em Paris em 10 de fevereiro de 1919 para desenvolver temas femininos para a Conferência de Paz de Paris. Em 1920, ela fundou e tornou-se presidente da Liga das Mulheres Racionalistas, que contava com vinte mil membros.
Marie Parent morreu em 1934.